# Бентли, Алекс
Александрия Мэри «Алекс» Бентли (англ. Alexandria Marie "Alex" Bentley; род. 27 октября 1990 года, Индианаполис, Индиана) — американская и белорусская профессиональная баскетболистка, играющая на позиции разыгрывающего защитника. Была выбрана на драфте ВНБА 2013 года во втором раунде под общим 13-м номером командой «Атланта Дрим».

## Ранние годы
Алекс родилась 27 октября 1990 года в городе Индианаполис (штат Индиана) в семье Джеффа Бентли и Мэри Уилсон, у неё есть брат, Джефф, и сестра, Алана, училась там же в средней школе Бен Дэвис, в которой выступала за местную баскетбольную команду.
В сентябре 2021 года подписала контракт с российским клубом УГМК. В сезоне-2023/24 Бентли удостоилась звания самого ценного игрока  (MVP) чемпионата России. В марте 2025 года признана самым ценным игроком регулярного сезона российской Суперлиги. В сезоне разыгрывающая в среднем набирала 12,0 очка за игру, делая 2,2 подбора, 3,8 передач и 1,5 перехвата.